# Herreria salsaparilha
Herreria salsaparilha är en sparrisväxtart som beskrevs av Carl Friedrich Philipp von Martius. Herreria salsaparilha ingår i släktet Herreria och familjen sparrisväxter. Inga underarter finns listade i Catalogue of Life.